# Friesoythe
Friesoythe – miasto w Niemczech, w kraju związkowym Dolna Saksonia, w powiecie Cloppenburg, nad rzeką Soeste. 30 czerwca 2022 roku miasto zamieszkiwało 22 961 osób.

## Historia
Pierwsza wzmianka o mieście pochodzi z 13 września 1308 roku, wymieniane jest ono jako oppido Oytha. Powstało ono za sprawą grafów von Tecklenburg, którzy w połowie XII wieku nabyli prawa do terenów dzisiejszego powiatu Cloppenburg. W XIII wznieśli oni zamek i osadę targową nad rzeką Soeste. Na przełomie XIV i XV wieku hrabiowie popadli w konflikt zbrojny z biskupami Münsteru i Osnabrücku. Tutejsza warownia uległa zniszczeniu, a miasto przeszło pod panowanie biskupów Münsteru. W 1814 ustanowiono je siedzibą urzędu (niem. Amt). Friesoythe zostało znacząco zniszczone wskutek działań wojennych w połowie kwietnia 1945 roku, wysadzona została ostatnia średniowieczna brama miejska. 1 marca 1974 w granice miejscowości włączono gminy: Altenoythe, Markhausen, Neuscharrel,  Hümmlingen, Gehlenberg i Neuvrees.

## Przypisy

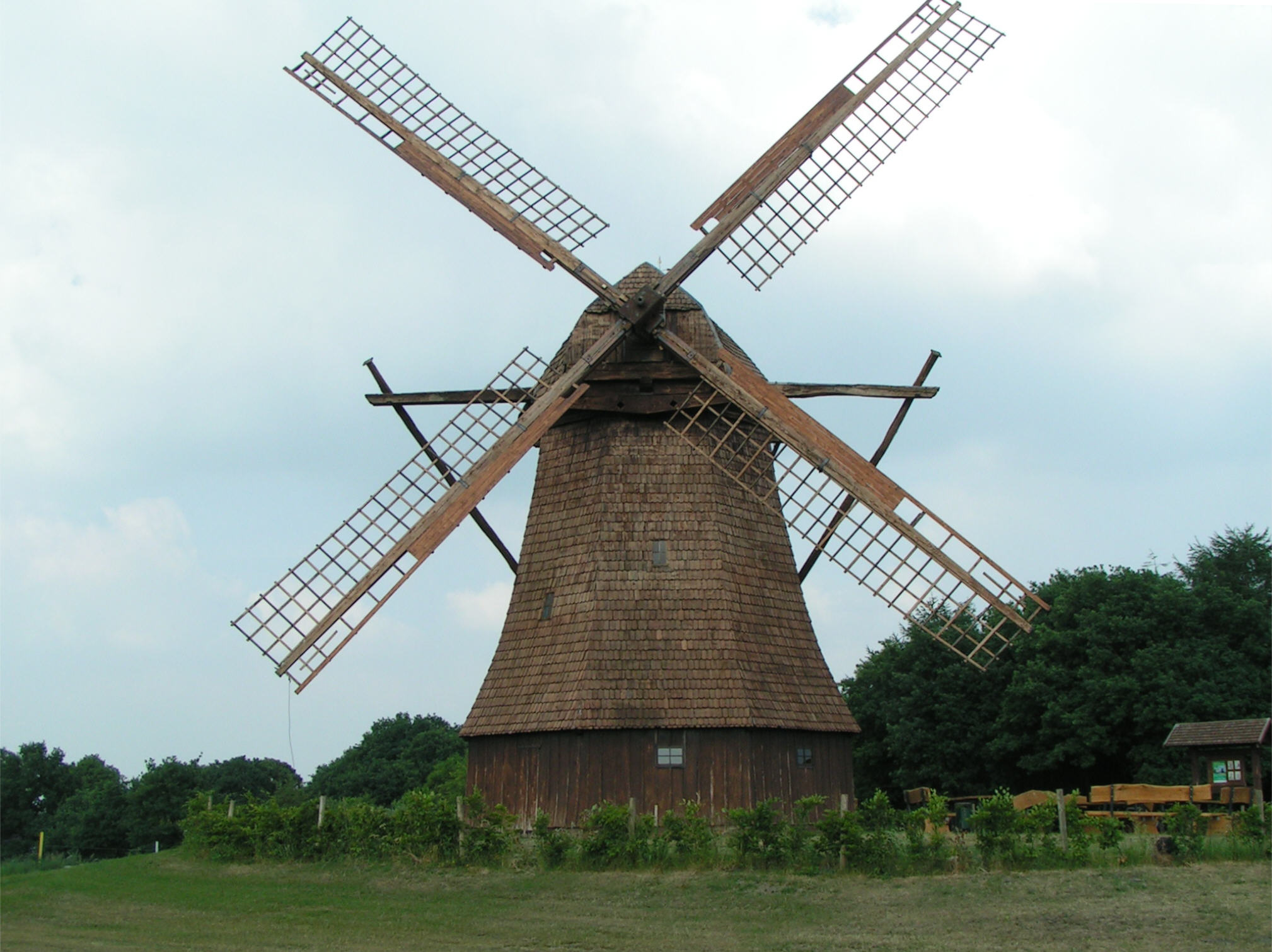
Wiatrak Gehlenberg

## Miasta partnerskie
- Świebodzin[3]